# Duo Jolly
Il Duo Jolly è stato un duo vocale italiano, attivo soprattutto alla fine degli anni cinquanta e inizio sessanta, formato dalle sorelle Lucia, nata nel 1940, e Silvana, nata nel 1943. Tra i loro successi si annoverano Casetta in Canadà e Lazzarella. Lasciarono presto l'attività.
Nel 1958 si esibirono con Domenico Modugno e Giorgio Consolini al Festival Della Canzone al Teatro Adriano. Nello stesso anni presero parte al Festival di Napoli 1959 con Napule ncopp' 'a luna insieme a Wilma De Angelis. Nel 1959 parteciparono al Festival di Pesaro. 
Due anni dopo parteciparono alla Sei giorni della canzone 1961 con Portami con te.